# Philomena Bair
Philomena Bair (ur. 24 lutego 1996 r.) – austriacka narciarka dowolna, specjalizująca się w slopestylu, która starty w Pucharze Świata rozpoczęła w 2013 r. Występowała także w zawodach Pucharu Europy. Była ona uczestniczką Zimowych Igrzysk Olimpijskich w Soczi, w 2014 r.

## Osiągnięcia

### Igrzyska olimpijskie
| Miejsce | Dzień     | Rok  | Miejscowość | Konkurencja | Wynik     | Zwyciężczyni | Źródło |
| ------- | --------- | ---- | ----------- | ----------- | --------- | ------------ | ------ |
| 16.     | 11 lutego | 2014 | Roza Chutor | slopestyle  | 57.60 pkt | Dara Howell  | [ 1 ]  |

### Puchar Świata

#### Pozycje w klasyfikacji generalnej
| Sezon     | Miejsce | Punkty |
| --------- | ------- | ------ |
| 2012/2013 | 189     | 2      |
| 2013/2014 | 82      | 14     |

#### Pozycje w poszczególnych zawodach

##### Slopestyle
| Sezon 2012/2013                                                       |                       |                    |              |                     |        |        |        |        |        |        |        |        |         |         |         |         |         |         |         |
| Ushuaia 7.09                                                          | Copper Mountain 12.01 | Silvaplana 9.02    | Soczi 13.02  | Sierra Nevada 23.03 | Punkty | Punkty | Punkty | Punkty | Punkty | Punkty | Punkty | Punkty | Pozycja | Pozycja | Pozycja | Pozycja | Pozycja | Pozycja | Pozycja |
| -                                                                     | -                     | 20                 | -            | -                   | 11     | 11     | 11     | 11     | 11     | 11     | 11     | 11     | 44      | 44      | 44      | 44      | 44      | 44      | 44      |
| Sezon 2013/2014                                                       |                       |                    |              |                     |        |        |        |        |        |        |        |        |         |         |         |         |         |         |         |
| Cardrona 25.08                                                        | Copper Mountain 21.12 | Breckenridge 10.01 | Gstaad 18.01 | Silvaplana 15.03    | Punkty | Punkty | Punkty | Punkty | Punkty | Punkty | Punkty | Punkty | Pozycja | Pozycja | Pozycja | Pozycja | Pozycja | Pozycja | Pozycja |
| 11                                                                    | 27                    | 15                 | 10           |                     | 70     | 70     | 70     | 70     | 70     | 70     | 70     | 70     | 19      | 19      | 19      | 19      | 19      | 19      | 19      |
| Legenda                                                               |                       |                    |              |                     |        |        |        |        |        |        |        |        |         |         |         |         |         |         |         |
| 1 2 3 4-10 11-30 31-100 wyniki anulowane - – zawodnik nie wystartował |                       |                    |              |                     |        |        |        |        |        |        |        |        |         |         |         |         |         |         |         |